# David Ramsey

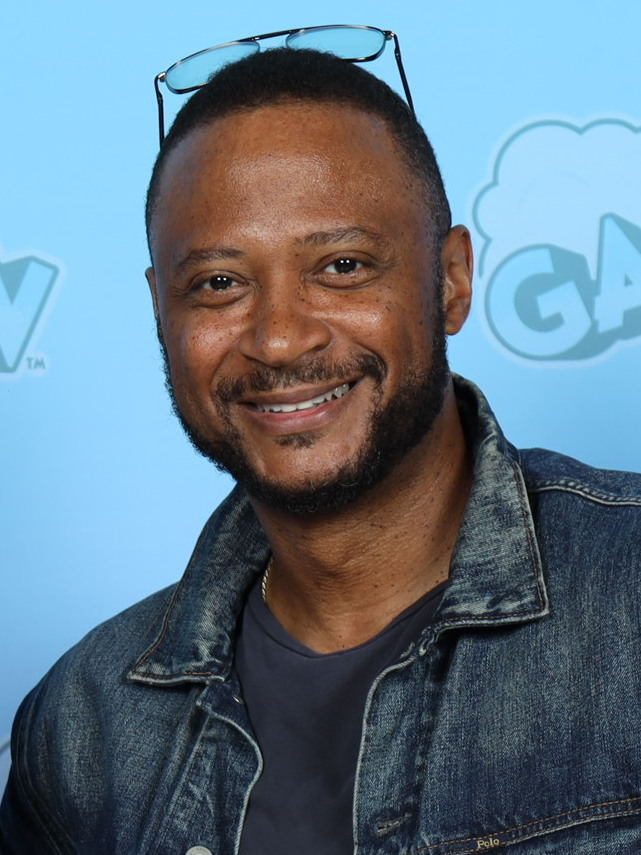
David Ramsey (2023)

David Ramsey (* 17. November 1971 in Detroit, Michigan) ist ein US-amerikanischer Schauspieler, bekannt durch seine Rollen in den Serien Dexter und Arrow.

## Leben und Karriere
David Ramsey wurde als eines von sechs Kindern in Detroit geboren. Erste Erfahrungen mit dem Schauspielen machte er in der Kirche in einem Theaterstück. Nach Abschluss der Mumford High School besuchte er mithilfe eines Stipendiums die University of South Carolina.
Obwohl David Ramsey bereits 1987 im Film Der Voodoo-Fluch auftrat, ist er erst seit 1995 regelmäßig im Fernsehen zu sehen. So hatte er 1996 und 1997 in den Filmen Der verrückte Professor, Die Brady Family 2 und Con Air kleinere Rollen inne. Seine erste Hauptrolle war die des David Randolph in der auf UPN ausgestrahlten Sitcom Good News, welche er zwischen 1997 und 1998 verkörperte. In den folgenden Jahren war er in mehreren Filmen zu sehen, zum Beispiel in Das Glücksprinzip als Sidney Parker. Es folgten bis 2004 Gastauftritte in For Your Love, Girlfriends, The Guardian – Retter mit Herz, Strong Medicine: Zwei Ärztinnen wie Feuer und Eis, Navy CIS, One on One, Crossing Jordan – Pathologin mit Profil, CSI: Miami und Charmed – Zauberhafte Hexen. 2005 hatte er kleinere Rollen in Huff – Reif für die Couch und All of Us inne. Ein Jahr später war er in einer Hauptrolle im Film Über Nacht Familienvorstand neben Lacey Chabert zu sehen. Bis ins Jahr 2008 verkörperte Ramsey in einer wiederkehrenden Rolle den Will Bennett in der Serie Ghost Whisperer – Stimmen aus dem Jenseits.
Trotz all dieser Rollen erlangte er erst durch die Rolle des Anton Biggs in der Showtime-Serie Dexter Bekanntheit. Diese Rolle verkörperte er zwischen 2008 und 2009 in insgesamt 17 Folgen der Serie. Auch seine Rolle als Joseph im Film Mütter und Töchter vergrößerte seine Bekanntheit. Nach einer Hauptrolle in der kurzlebigen Serie Outlaw und Auftritten in diversen Fernsehserien, unter anderem in Grey’s Anatomy, The Defenders und Blue Bloods – Crime Scene New York, war David Ramsey von 2012 bis zum Serienende 2020 in der The-CW-Serie Arrow neben Stephen Amell, Katie Cassidy, Willa Holland, Emily Bett Rickards und Susanna Thompson zu sehen. Er verkörperte den Ex-Militär John Diggle, der der Bodyguard und Helfer der Hauptfigur ist, und tauchte als dieselbe Figur seitdem einige Male in den anderen Arrowverse-Serien wie The Flash und Legends of Tomorrow auf.

## Filmografie (Auswahl)
- 1987: Der Voodoo-Fluch (Scared Stiff)
- 1995: Deutschlandlied
- 1995: Murder One (Fernsehserie, Folge 1x02)
- 1996: Der verrückte Professor (The Nutty Professor)
- 1996: Space 2063 (Space: Above and Beyond, Fernsehserie, Folge 1x15)
- 1996: Die Brady Family 2 (A Very Brady Sequel)
- 1997: Con Air
- 1997–1998: Good News (Fernsehserie, 22 Folgen)
- 1998: CHiPs ‘99
- 1999: Meuterei in Port Chicago
- 1999: Ein Date zu dritt (Three to Tango)
- 2000: Ali: Eine amerikanische Geschichte
- 2000: Das Glücksprinzip (Pay It Forward)
- 2000–2001: For Your Love (Fernsehserie, 4 Folgen)
- 2001: Girlfriends (Fernsehserie, Folge 2x10)
- 2001: Mr. Bones
- 2002: The Guardian – Retter mit Herz (The Guardian, Fernsehserie, Folge 2x11)
- 2003: Strong Medicine: Zwei Ärztinnen wie Feuer und Eis (Strong Medicine, Fernsehserie, Folge 4x05)
- 2003: Navy CIS (NCIS, Fernsehserie, Folge 1x05)
- 2002–2003: One on One (Fernsehserie, 2 Folgen)
- 2004: Crossing Jordan – Pathologin mit Profil (Crossing Jordan, Fernsehserie, Folge 3x04)
- 2004: CSI: Miami (Fernsehserie, Folge 2x18)
- 2004: Charmed – Zauberhafte Hexen (Charmed, Fernsehserie, Folge 6x21)
- 2005: Huff – Reif für die Couch (Huff, Fernsehserie, 3 Folgen)
- 2005: All of Us (Fernsehserie, 6 Folgen)
- 2005–2008: Ghost Whisperer – Stimmen aus dem Jenseits (Ghost Whisperer, Fernsehserie, 4 Folgen)
- 2006: Fatal Contact: Vogelgrippe in Amerika
- 2006: Über Nacht Familienvorstand (Hello Sister, Goodbye Life)
- 2006: The West Wing – Im Zentrum der Macht (The West Wing, Fernsehserie, 2 Folgen)
- 2007: CSI: Vegas (CSI: Crime Scene Investigation, Fernsehserie, Folge 7x06)
- 2007: Criminal Minds (Fernsehserie, Folge 2x16)
- 2007: Journeyman – Der Zeitspringer (Journeyman, Fernsehserie, Folge 1x05)
- 2008: Hollywood Residential (Fernsehserie, 8 Folgen)
- 2008: Wildfire (Fernsehserie, 8 Folgen)
- 2008–2009: Dexter (Fernsehserie, 17 Folgen)
- 2009: Mütter und Töchter (Mother and Child)
- 2009: Castle (Fernsehserie, Folge 2x04)
- 2010: Grey’s Anatomy (Fernsehserie, Folge 6x19)
- 2010: Outlaw (Fernsehserie, 8 Folgen)
- 2010–2011: The Defenders (Fernsehserie, 3 Folgen)
- 2011–2017: Blue Bloods – Crime Scene New York (Blue Bloods, Fernsehserie, 20 Folgen)
- 2012–2020: Arrow (Fernsehserie, 166 Folgen)
- 2014: Draft Day
- 2014–2023: The Flash (Fernsehserie, 11 Folgen)
- 2016–2021: Legends of Tomorrow (DC’s Legends of Tomorrow, Fernsehserie, 4 Folgen)
- 2018, 2021: Supergirl (Fernsehserie, 2 Folgen)
- 2021–2022: Batwoman (Fernsehserie, 2 Folgen)
- 2021–2022: Superman & Lois (Fernsehserie, 2 Folgen)
- 2022: The Rookie: Feds (Fernsehserie, 1 Folge)
- 2024: Bel-Air (Fernsehserie, 2 Folgen)
- 2025: The Hunting Party (Fernsehserie, 1 Folge)